# 박요한 (성우)
박요한(본래 1989년 1월 4일 음력 1988년 12월 ~ )은 대한민국의 성우로, 2014년 대원방송 성우극회 공채 5기로 입사했다. 

## 학력
- 중앙대학교 예술대학원 예술경영학과(석사과정 재학 중)

## 출연작

### 게임
- 로스트아크 - 붉은 선장 에디 (2017)
- 클로저스 - 엘리고스, 미하엘 폰 키스크(유니온 총장) (2017)
- 세인트 세이야 모바일 - 시드래곤(플레이어 캐릭터), 일휘, 샤카 (2017)
- 카트라이더 - 골골이 (2017)
- 메이플스토리2 - 나이트 (직업) 남자캐릭터 (2017)
- 천애명월도 (2018)
- 나이츠크로니클 - 알렉, 위즈 (2018)
- 섀도우버스 - 로아인, 사루난 (2018)
- 하스스톤 - 전율엄니 난투꾼, 왕년의 최강자, 대담한 불놀이꾼, 랩터공크 (2018)
- 스텔라비스 - 제이드 디디에 (2018)
- 그라나도에스파다 - 키스, 수호자 루 (2018)
- 얼티밋스쿨 - 구두충, 백상 (2019)
- 히어로칸타레 - 만렙전사 (2019)
- 린: 더 라이트브링어 - 바일, 르페이언 (2019)
- 러브앤프로듀서 - BS 내부인원, 요망 外 (2019, 2020)
- 라이프 애프터 (2019)
- 삼국지 거상전 - 주연(플레이어 남) (2019)
- 블랙서바이벌 - 다니엘 레빈 Daniel Levin (2019)
- 라플라스M - 윌리 (2019)
- 보더랜드3 - 발렉스(AI 네비게이터) 外 (2019)
- 던전 앤 파이터 - 베르나르도, 지젤, 중력의 바이스, 자력의 폴라, 융합형 핀드, 오크 대장, 직격의 위즈워스 (2019)
- 유희왕 듀얼링크스 - 구만 (2019)
- 염왕이 뿔났다 - 백무상, 금타, 사오정 (2019)
- 일곱개의 대죄 - 아덴 (2019)
- 라이브러리 오브 루이나(Libary of Ruina) - 헤세드Chesed (2020)
- 로드 오브 히어로즈[1] - 미하일 블레이크 (2020)
- 아이러브커피N - 조, 수프리모, 깔루아봉봉, 인절미빙수 (2020)
- 파이널 B컷 - 주가온 (2020)
- 슬램덩크 - 황태산, 성현준 (2020)
- 토탈 워 : 삼국 - 맹획 (2020)
- 원신 - 소월축양진군, 박래, 이바노비치 (2020)
- 샤이닝니키 - 주치의 (2020)
- 닌텐도 스위치 마녀의 샘3 Re:Fine - 헥터 (2020)
- 엘리온 (2020)
- 사이버펑크 2077 (2020)
- 엘소드 - 클라모르 (2020)
- 쿠키런: 킹덤 - 에스프레소맛 쿠키, 초코크림 늑대 망치맨(찰스), 뱃사공맛 쿠키, 커스터드 크림쿠키의 집사 (2021~2022)
- 리그 오브 레전드 - 비에고 (2021)
- 앨리스 클로젯 - 밴더스내치 (2021)
- 붕괴3rd 4.6버전 미리보기 특별영상 - 개발자 멘트 (2021~)
- 라이브 여신 - 서효명, 안도욱, 루카스 (2021)
- 디어프로듀서 - 강진 (2021)
- 세븐나이츠 - 레이즈 (2021)
- X2: 이클립스 - 장경 (2021)
- 길티기어 - 스트라이브 - 해피 케이오스 (2021)
- 제2의 나라: Cross Worlds - 겁먹은 주민, 족장 (2021)
- 레전드 오브 룬테라 - 비에고 (2021)
- 이터널 리턴 - 다니엘 레빈 (2021)
- 백작가의 망나니가 되었다 - 케일 헤니투스 (2021)
- 미해결사건부 - 임태우 (2021)
- 프로젝트hp - 호에트 (2021)
- 그랑사가 - 탈론 (2021)
- 다시 그리는 시간 - 호레스 (2021)
- 마녀의 샘R - 저스티스 (2022)
- 신의 탑M: 위대한 여정 - 라우뢰, 호량, 러브 (2022)
- 삼국지: 워 - 주유 外 (2022)
- 파이널판타지14 - 헤르메스, 파다니엘, 아몬 (2022)
- 노아의 심장 - 잉그람 풀라튼, 플로렌스, 바튼 (2022)
- 함부로 소설 쓰지 맙시다 - 세호 (2022)
- 무기미도 - 켈시 (2022)
- [넥슨] 카운터 스트라이크 온라인 - 키릭스 (2022)
- 타워 오브 판타지 - 라이트닝 시리우스 (2022)
- 메이플스토리 겨울 쇼케이스 - 현무 (2022)
- 메이플스토리 도원경 - 가온, 헨리테 (2023)
- 디아블로4 - 강령술사 (2023)
- 식물어 - 타이지위니, 빙탕상련 (2023)
- 워헤이븐 - 호에트 (2023)
- 리버스 1999: 파비아 (2023)
- 역전재판456 오도로키 셀렉션 - 나유타 사드마디 (2024)
- 던전앤파이터 [Season 9 Act 5.] 깨어난 숲 (2024.07)
- 이터널어스│시즌1 아파트 옥상에는 마법사가 산다 - 마법사 (2025)

### 광고 / 캠페인
- 3D프린팅 토탈솔루션 선도기업! 국내 최대규모 프로토텍 회사소개 - 광고멘트 (2021)
- 강원인삼농협 TV광고 (2019)
- 그래비트랙스 콘테스트 안내 영상 (2021)
- 굿네이버스 광고 내레이션 (2021)
  - 변화를 기다리는 아이들 만나보기
  - 아이들의 변화된 일상 미리보기
- 그랑삼국 - 유비꼬맹, 장비단추 (2020)
- 눈이 많이 쌓여 발생하는 대설 피해예방 5가지 요령 - 공익광고 (2020)
- [안전행동요령] KBS 재난재해 캠페인_침수 편 - 공익광고 (2022)
- 넥슨
  - 넥슨 V4 - 콘텐츠소개 (인터서버, 필드보스 레이드, 길드, 거래소)
- 눈높이 국어 - 우리가 놓친 진짜 국어 이야기 (2019)
- 듀이트리 - 듀이트리 100마스크 (2019)
- 롯데마트
  - 롯데마트, 더위차단본부 (2019)
  - 롯데마트, 더위차단본부 한우편 (2019)
- 무신사
  - 니트 코디법 (2019)
  - 무스탕 코디와 관리법 (2019)
  - 실패 없는 컬러조합! 시원한 여름 스타일링 (2020)
  - 반바지 스타일링 (2020)
  - 여름 액세서리 스타일링 (2020)
  - 여름 가방 스타일링 (2020)
  - 여름 바캉스 룩 스타일링 (2020)
- 북플라자
  - 내 이름을 잊어줘 (2019)
  - 루팡의 딸 (2019)
  - 봉제인형 살인사건 (2019)
  - 언틸유아마인 Until you're mine (2019)
  - 스마트폰을 떨어뜨렸을 뿐인데 (2019)
  - 가면의 너에게 고한다 (2019)
  - 그 칼로는 죽일 수 없어 (2019)
  - 익명의 전화 (2020)
  - 짚의 방패 (2020)
  - 스마일 메이커 (2020)
  - 페스트 (2020)
  - 데미안 (2020)
  - 동물농장 (2020)
  - 스마트폰을 떨어뜨렸을 뿐인데 (2020)
  - 꼭두각시 살인사건 (2021)
- 삼성
  - BESPOKE 무풍에어컨 (2022)
- 아모스 프로페셔널 (2019)
- 원펀맨
  - [원펀맨: 최강의 남자] PV2 광고 영상 -1 ~ 5 (2021)
- 윌라 오디오북 광고
  - 15초 영상 (2021)
  - 30초 영상 (2021)
  - 60초 영상 (2021)
- 인지관절 솔루션 데커신 프로 - 광고멘트 (2021)
- 패션스프  ep.01 - 하트 로고, 사이트 팁까지 ‘아미’의 모든 것! (2021)
- 피델리티자산운용 (2109)
- 안전보건공단 캠페인 (2020)
- 용인시산업진흥원 홍보 영상 (2022)
- 세상을 울리는 안심캠페인 (2023)
- cpbc 공감 캠페인 <한걸음 더> 제1회 세대공감 능력평가
- TV 광고
  - 정관장 (2022)
  - [No Brand Burger] - 투머치 베이컨버거 출시 (2023)
  - 한국공인회계사공익광고 (2024)
- 라디오 광고
  - 서서갈비 (2020)
  - 서경대학교 (2021)
  - 클라우드 게이트 (2020)
  - 서광퍼니처 (2021)
  - 한국산업기술진흥원 조기취업형계약학과 (2021)
  - 한국제품안전관리원 (2021)
  - 다윈중개 (2021)
  - 존쿡 델리미트 리얼프로틴, 러브프로틴 (2024)

### 내레이션
- KBS 1TV
  - 다큐 세상 8회 : 사할린, 다시 찾은 고향의 봄 (2018)
- KBS 1TV
  - 다큐공감 266회 (화면해설) : 멈추지 않는 질주 (2018)
  - 다큐공감 268회 (더빙) : 청년, 북을 높이 울려라 (2018)
  - 다큐공감 275회 (화면해설) : 낭도의 가을 이야기 (2018)
  - 다큐공감 278회 (화면해설) : 태평마을 빨래터 합창단 (2018)
  - 다큐공감 282회 (화면해설) : 화가의 정원 (2019)
- KBSN
  - 다큐 5부작 (화면해설, 더빙) : 태양의 불꽃, 나랑척[2] (2018)
- KBS 1TV 글로벌다큐멘터리
  - 야생과 문명 1부 (화면해설) - 생명의 역사 (2019)
- SBS TV
  - 좋은 아침 5499회 (내레이션) : 2019 새로운 바람, 新 주거 트렌드 (2019)
  - 좋은 아침 5760회 (내레이션) : 내 손으로 만드는 나만의 하우스 <셀프 홈스타일링 하우스 vs 셀프 리모델링 하우스> (2020)
- OBS 경인TV
  - 설특집 다큐멘터리 (내레이션) : 책벌레 첸, 향촌서점을 꿈꾸다 (2020)
- cpbc
  - 사제 풋살대회 - 내레이션 (2022)
- 선린인터넷고등학교 홍보 내레이션 (2021)
- 사이퍼즈 10주년 Change 쇼케이스 [cyphers] - 내레이션 (2021)
- 캐시워크 어플 內 마음챙김 - '기분 좋은 걷기' 내레이션 (2021)
- 백악산 아래, 청와대 공간 이야기 (2023)
- [쿠키런:킹덤] 아트 콜라보 프로젝트 나전칠기 (2024)

### 외화
- 트랜스포머: 최후의 기사 - 산토스 (산티아고 카브레라), 크로스헤어즈 (존 디마지오)
- h2O : 마코섬의 비밀 - 루이스 (2018)
- 보스 프린세스 시즌1 - 다후이, 진헝톈, 펑리 外 (2019)
- 언성 신데델라 - 오노즈카 료 外 (2021)
- 돈룩업 - 율 (2021)
- 강철의 연금술사: 완결편 복수자 스카 - 킴블리 外 (2022)
- 강철의 연금술사: 완결편 최후의 연성 - 그리드 外 (2022)
- 13: 더 뮤지컬 - 케이씨 (2022)
- 마법에 걸린 사랑 - 이터 (2022)
- 마법에 걸린 사랑2 - 타이슨 外 (2022)
- 수퍼 소닉 2 - 강도 (2022)
- 인어공주 (2023)
- 너의 이름은. Re - 테시가와라 하즈히코 (2023)
- 웡카 - 단역 (2024)
- 이프: 상상의 친구 - 바나나 外 (2024)
- 수퍼 소닉 3 - 후안, 카일, 청년 월터스 (2025)
- [넷플릭스] 웬즈데이 시즌1 - 제이비어 소프 (2025)

### 애니메이션
- 해피하모니 다마고치! - 네즈미치, 돈파라치, 라이터치 (2014)
- 슈퍼펭귄 페퍼민트 (2014)
- 세계인 생활백서
  - 세계인 생활백서 1기 17화 <무사 저택의 닌자> 편
  - 세계인 생활백서 1기 19화 <해안가의 가마꾼과 무사> 편
- 꼬마 바이킹 빅 - 카일 (2015)
- 내 이야기!! - 모모타 (2015)
- 여고생 수다클럽 - 남학생3 (2015)
- 호기심대장 쥬 1기 - 하비에 (2015)
- 키바오 클래셔즈
- 왕괴짜 돈만이 - 오대팔
- 듀비카 - 구양호, 검도부 선생, 설빙의 울프, 플레임 캥거루, 팽걸린, 자이언트 버팔로 (2016)
- 심쿵! 프리큐어 - 담임, 마나 할아버지, 리바 (2016)
- 전설의 가면 조로 - 가르시아, 루이스 (2016)
- 12영웅전사 - 라푸, 국왕, 신하그린 (2017)
- 내 이름은 꾸제트 - 폴, 판사 (2017)
- 저스틴의 시간탐험대 - 아빠
- 영 저스티스 - 캡틴 아톰, 아이콘, 그린 비틀 (2018)
- 이토 준지 컬렉션 - 야스민, 오오츠카 히로무 (2018)
- 클로저스 SIDE BLACKLAMBS - 젊은 연구원 (2018)
- 몬스터 호텔 3 (2018)
- 그린치 (2018)
- 루팡 3세 스페셜 헤밍웨이 페이퍼의 수수께끼 - 카를로스 (2019)
- 포켓몬스터 썬&문
- Summer Camp Island - 침대몬, 모르티머 (2019)
- 부호형사 Balance:UNLIMITED - 카토 하루 (2020)
- 신의 탑 - 폰세칼 라우뢰 (2020)
- 노블레스 - 타오 (2020)
- 아기상어 올리와 윌리엄 : 피시마스 대소동 - 산타 상어 (2020)
- 요즘애니
  - 갸오오와 사랑꾼들 : (네이버 PLAY툰) - 콧구멍맨 (2018 ~ 2019)
  - 갸오오와 사랑꾼들 : 세 번째 2D면 데이트, "태양도 널 똑바로 쳐다보질 못해.." (2021)
- 고둥둥심포니 - 린사, 베셒, 늘온 아빠 (2021)
- 토리코 (재더빙) 1기 - 요하네스 外 (2021)
- 명탐정 코난 19기 4화 위험한 화석 채집 - 명대신 (2021)
- 이 멋진 세계에 축복을! - 바닐 外 (2021)
- Utoworld Animation - 세계  (2021)
- 라푼젤 TV판 - 에드먼드 왕 (2021)
- 천관사복 - 사련 (2021)
- 굴뚝마을의 푸펠 - 레터, 토포 外 (2021)
- [Apple TV+] 럭 (2022)
- 캐릭터 체인지 두근두근 2기 - 남자1 (12화 루루의 완벽한 크리스마스), 주방장 (23화 가슴 철렁! 세라의 방문), 렌토 (27화 토마와 아무, 슬픔의 대결) (2022)
- 칩과 데일: 다람쥐 구조대 - 밥 外 (2022)
- 「Pokémon LEGENDS 아르세우스」 오리지널 ㅣ애니메이션 「눈 석이는 보라」 - 청년 효성 (2022)
- 저스티스 리그 어드벤처: 시간에 갇혀버린 영웅들 - 아쿠아맨, 캡틴콜드 (2022)
- [디즈니플러스] 아빠는 세명 - 모르간 (2022)
- [넷플릭스] 스피릿 레인저스 - 아빠, 써니 (2022)
- [넷플릭스] 엘머의 모험 - 코넬리어스 (2022)
- [넷플릭스] 스크루지: 크리스마스 캐럴 - 바틀렛 (2022)
- [넷플릭스] 기예르모 델토로의 피노키오 - 선장 (2022)
- 버즈 라이트이어 (영화) - 에릭, 데릭 (2022)
- DC 리그 오브 슈퍼-펫 - 아쿠아맨 (2022)
- [라프텔] 일레나 에보이 관찰일지 - 요한 엘도라도 페르탄 (2023)
- [라프텔] 잊혀진 황녀는 평화롭게 살고싶어 - 레기스 (2023)
- [라프텔] 테라리움 어드밴처 (2023)
- [넷플릭스] 코끼리의 선물 (2023)
- [넷플릭스] 위쳐 1, 3 - 왕, 갈라틴 (2023)
- [넷플릭스] 마술사의 코끼리 - 남자 고문 (2023)
- [넷플릭스] 니모나 - 토드 (2023)
- 디지몬 고스트 게임 (재능TV) - 쿼츠몬(2023)
- NEW 닌자고: 드래곤라이징 - 게클, 크랩바그 (2023)
- 핑크퐁3 시네마 콘서트 : 진저브레드맨을 잡아라 - 진저브레드맨 (2023)
- 닌자터틀: 뮤턴트 대소동 - 징기스 프로그 (2023)
- [넷플릭스] 스프릿 레인저스 3 - 아빠, 써니 (2024)
- [티빙] 너클즈 - (2024.04)
- 우렁강도 - 성성연 (2024)
- [라프텔] 기동전사 건담 SEED FREEDOM - 슈라 서펜타인 (2024)
- 트랜스포머 ONE - 다크윙 (2024.09)

### 애니메이션 시리즈 더빙
- 나의 히어로 아카데미아 시리즈
  - 나의 히어로 아카데미아 1기- 신린카무이, 키리시마 에이지로 (2016)
  - 나의 히어로 아카데미아 2기 - 키리시마 에이지로, 쇼지 메조, 신린카무이, 기란 (2017)
  - 나의 히어로 아카데미아 3기 - 키리시마 에이지로, 쇼지 메조, 기란 (2018)
  - 나의 히어로 아카데미아 4기 - 키리시마 에이지로, 쇼지 메조, 신린카무이 (2020)
  - 나의 히어로 아카데미아 5기 - 키리시마 에이지로, 쇼지 메조, 복제팔, 쇼다 니렌게키 (2021)
  - 나의 히어로 아카데미아 6기 - 키리시마 에이지로 (2022)
  - 나의 히어로 아카데미아 7기 - 키리시마 에이지로 (2024)
- 드래곤볼 시리즈
  - 드래곤볼 Z 카이 3기 - 서계왕 (2015)
  - 드래곤볼 레이징 블래스트 슈퍼 사이언 멸망 계획 - 라이치 (2015)
  - 드래곤볼 슈퍼 1기 - 슈, 버블스, 카로니, 소르베, 은하왕, 제6우주계왕신, 마겟타, 히트 (2016)
  - 드래곤볼 슈퍼 2기 - 슈, 버블스, 마겟타, 히트 (2017)
  - 드래본골 슈퍼 3기 - 슈, 라벤더, 아그, 버블스, 히트, 로젤 (2018)
- 블랙클로버 시리즈
  - 블랙클로버 2기 - 졸라 이데알레 (2019 ~ 2020)
  - 블랙클로버 3기 - 졸라 이데알레 (2020 ~ 2021)
- 블리치 시리즈
  - 블리치 천년혈전 편 - 유그람 하쉬발트 (2022)
  - 블리치 천년혈전: 상극담 편 - 유그람 하쉬발트 (2024.11)
- 달의 요정 세일러문 시리즈
  - 달의 요정 세일러문 세일러 스타즈 - 김도진, 이건용 (2016)
- 소년탐정 김전일
  - 소년탐정 김전일 R(리턴즈) 2기 김전일, 목숨을 걸다 - 카리야 슈헤이 (2016)
  - 소년탐정 김전일 R(리턴즈) 2기 혈류실 살인사건 - 쿠치나시 장 관리인 (2016)
  - 소년탐정 김전일 R(리턴즈) 2기 장미 십자관 살인사건 - 코가네이 무츠 (2016)
  - 소년탐정 김전일 R(리턴즈) 2기 오전 4시 40분의 총성 - 오쿠 요시오 (2016)
  - 소년탐정 김전일 R(리턴즈) 2기 스페셜 아케치 형사의 사건 파일 - 아리카와 (2016)
  - 소년탐정 김전일 R(리턴즈) 2기 설인귀 전설 살인사건 - 사바키 카이토 (2016)
  - 소년탐정 김전일 R(리턴즈) 2기 여의사의 기묘한 음모 - 오츠카 (2016)
- 오소마츠 6쌍둥이 시리즈
  - 오소마츠 6쌍둥이 - 쇼노스케, 토토코아빠, 의사(13화), 쇼노스케17쌍둥이, 아츠시(22화) (2016)
  - 오소마츠 6쌍둥이 2기 - 토토코아빠, 쇼노스케 (2017)
- 원피스 시리즈
  - 원피스 Original 12기 Part1 샤본디 제도 편 - 바질 호킨스, 베포, 돈키호테 도플라밍고 (2015)
  - 원피스 Original 12기 Part2 여인섬 편 (2015)
  - 원피스 Original 13기 임펠다운 편 - 모디, 이나즈마(링크), 캐롤라인, 돈키호테 도플라밍고, 류도 (2015)
  - 원피스 Original 14기 마린 포드 편 Part1 - 델라쿠아히, 비스타, 조즈, 디칼반 형, 이나즈마, 비자르, 베포 (2016)
  - 원피스 NEW 20기 조 편 - 페콤즈, 베포, 마피아3·6·9 (2016)
  - 원피스 Original 15기 마린 포드 편 Part2 - 마구라, 베포, 캐롤라인, 바질 호킨스, 산후안울프 (2016)
  - 원피스 NEW 21기 홀케이크 아일랜드 편 Part1 - 페콤즈, 보남 (2017 ~ 2018)
  - 원피스 Original 16기 어인섬 편 - 매니저, 스트로베리, 슈, 캐롤라인, 페콤즈 (2017)
  - 원피스 Original 17기 펑크 해저드 편 - 갈색 수염 (2018)
  - 원피스 Original 18기 드레스로자 편 Part1 - 베포, 페콤즈, 사이, 바스티유, 미로 (2019)
  - 원피스 NEW 22 - 23기 홀케이크 아일랜드 편 Part2 - 스트로베리, 이나즈마, 페콤즈, 사이 (2018 ~ 2019)
  - 원피스 NEW 24기 무사의 나라 편 Part1 - 바질 호킨스, 스트로 맨, 베포, 래빗맨 (2019 ~ 2020)
  - 원피스 Original 19기 드레스로자 편 Part2 - 사이, 미로, 호킨스 (2020)
  - 원피스 NEW 25기 무사의 나라 편 Part2 - 바질 호킨스, 베포, 모디, 사이퍼폴 (2020 ~ 2021)
  - 원피스 NEW 26기 무사의 나라 편 Part3 - 젊은 조즈, 젊은 비스타, 히츠기스탄, 비스타, 조즈, 베포, 호킨스 (2021)
  - 원피스 NEW 27기 ~ 30기 무사의 나라 편 Part4 ~ Part7 - 호킨스 ,베포 (2021~2023)
  - 원피스 NEW-에그 헤드 편 스페셜 - 베포 (2024~)
- 유희왕 시리즈
  - 유희왕 ARC-V 2기 - 데니스 맥필드, 채이준 (2015)
  - 유희왕 ARC-V 3기 - 데니스 (2017)
  - 유희왕 VRAINS - 비숍, 닥터 게놈 (2018)
  - 유희왕 VRAINS 2기 - 부장, 닥터 게놈, 비숍 (2019)
  - 유희왕 VRAINS 3기 - 닥터 게놈 (2019)
  - 유희왕 VRAINS 4기 - 닥터 게놈 (2020)
- 역전재판 시리즈
  - 역전재판 - 우자이 타쿠야, 미츠루기 신, 키즈미 벤 (2016)
  - 역전재판 2기 - 미츠루기 아빠 (2019)
- 페어리 테일 시리즈
  - 페어리 테일 8기 성령의 반란 편 (2015)
  - 페어리 테일 9기 타르타로스 편 - 실버 풀버스터, 미케로 (2016)
  - 페어리 테일 10기 ZERO 편 - 베릭 (2016)
- 메탈카드봇 시리즈
  - 메탈카드봇S 강철의 귀환 - 플레임노바 (2024)
- 또봇 시리즈
  - 또봇 대도시의 영웅들 시즌2 part3- 테트란 (2024)

### 애니메이션 극장판 시리즈
- 극장판 달의 요정 세일러문 시리즈
  - 극장판 달의 요정 세일러문 SuperS - 포프랭 (2016)
- 극장판 도라에몽 시리즈
  - 극장판 도라에몽 진구의 우주영웅기~스페이스 히어로즈~ - 오곤 (2015)
  - 극장판 도라에몽: 신 진구의 우주개척사 - 다우트 (2016)
  - 극장판 THE 도라에몽즈 이상한 과자 왕국 (2017)
  - 극장판 THE 도라에몽즈 아슬아슬 기관차 대폭주! (2017)
  - 극장판 THE 도라에몽즈 위기일발, 스페이스랜드! (2017)
  - 극장판 도라에몽 진구와 초록거인전 (2017)
  - 극장판 도라에몽 : 진구의 결혼전야 (2017)
- 극장판 소년탐정 김전일 Orignal
  - 극장판 소년탐정 김전일 Orignal 살육의 딥블루 - 스도 (2016)
- 극장판 유희왕 시리즈
  - 극장판 유희왕 더 다크 사이드 오브 디멘션즈 - 구만 (2016)
- 극장판 원피스
  - 극장판 원피스 스탬피드 - 바질 호킨스, 바스티유 (2020)
- 극장판 짱구는 못말려 시리즈
  - 극장판 짱구는 못말려 22기 : 정면승부! 로봇아빠의 역습 - 남 아나운서 (2014)
  - 극장판 짱구는 못말려 23기 : 나의 이사 이야기 선인장 대습격 - 다아라미노 박사 (2015)

### 특촬물
- 가면라이더 극장판
  - 가면라이더 위자드 & 포제 MOVIE 대전 얼티메이텀 : 악마의 부활 - 마우수 (2015)
  - 가면라이더 위자드 IN MAGIC LAND (2015)
  - 가면라이더 슈퍼히어로 대전 : 또 하나의 세계 - 카이트, 가면라이더 바론 (2016)
  - 가면라이더 슈퍼히어로 대전 GP 가면라이더 3호 - 남궁건우, 라이더맨 (2016)
  - 가면라이더 드라이브 & 가이무 MOVIE 대전 풀 스트롤 - 카이트, 남궁건우 (2016)
  - 가면라이더 고스트 & 드라이브 초 MOVIE 대전 제네시스 - 다빈치, 남궁건우 (2017)
  - 가면라이더 드라이브 서프라이즈 퓨처 - 남궁건우 (2017)
- 가면라이더 TV판
  - 가면라이더 위자드 - 미연남편, 강한, 워어타이거, 시인, 레기온, 김철수, 오진수, 선우풍, 실피, 아라크네 (2014)
  - 가면라이더 위저드 스페셜 - 블레이드 (2014)
  - 가면라이더 드라이브 - 남궁건우, 조명환 (2015)
  - 가면라이더 고스트 - 박천승 (2017)
  - 가면라이더 이그제이드 - 솔티버그스터 (2018)
  - 가면라이더 지오 - 마우수, 카이트 (2020)
  - 가면라디어 갓챠드 - 미토스 (2024)
- 파워레인저 극장판
  - 파워레인저 트레인포스 VS 다이노포스 THE MOVIE - 창조주 데비우스 (2015)
  - 파워레인저 트레인포스 갤럭시 라인 SOS - 하운드쉐도우 (2016)
  - 다시돌아온 파워레인저 트레인포스 - 꿈의 초특급 크레인 7호 - 한수 (2016)
  - 파워레인저 닌자포스 VS 트레인포스 닌자 인 원더랜드 - 이선풍 (2016)
  - 파워레인저 VS 가면라이더 슈퍼히어로 대전Z - 샤이다 (2016)
  - 파워레인저 닌자포스 닌자걸스 VS 보이즈 - 이선풍 (2017)
  - 파워레인저 닌자포스 VS THE MOVIE 공룡주군전 - 이선풍 (2017)
  - 파워레인저 애니멀포스 VS 닌자포스 미래에서 온 메시지 - 이선풍 (2017)
- 파워레인저 TV판
  - 파워레인저 다이노포스 특별편 : 우리들은 현상금 사냥단 - 사기단 부두목, 부동산 직원 (2015)
  - 파워레인저 트레인포스 - 체인 쉐도우(3화), 도장쉐도우(7화), 폭탄쉐도우(8화), 해머쉐도우(15화, 16화), 비눗방울쉐도우(21화), 관리인 비숍(27화), 테이블쉐도우(31화, 32화), 배정남(38화), 벌거벗은 임금님, 돌하우스쉐도우(43화), 성 파수꾼 폰(44화), 공평 (2015)
  - 파워레인저 닌자포스 - 이선풍, 공구 (2016)
  - 파워레인저 다이노소울 - 와이즐 (2019)

### 오디오 드라마 / 오디오 툰
- 기형도 - 강형사 外 (2016)
- 하얀성의 부엉이 - 헤르만 (2017)
- 우리는 그 불 속에서 만났다 - 남자친구 外 (2017)
- THE GOD - 군인 (2017)
- 모멘텀 (취향과 편견) - 태호 (2017)
- FOOLS - 박태영, 서민준 (2018)
- 키스톤 로맨틱 콤비 - 최현 (2018)
- 스텔라비스 캐릭터 앨범 (일상 편) - 제이드 디디에 (2019)
- 패션 (PASSION) - 카를로, 골딩, 루터, 브로커, 안톤, 루드비히, 젠킨스, 토투 外 (2019)
- 폐하의 무릎 위 - 키리스 (2019 ~ 2020)
- 불가항력 그대 - 차민석 (2019, 2021)
- 패션 : 다이아포닉 심포니아 - 요한, 아나운서 外 (2020 ~ 2021)
- 유실 - 강서주 (2020 ~ 2021)
- 그녀의 심청 (외전) - 동네청년 外 (2020)
- 겨울 지나 벚꽃 1부/2부/외전 - 김준승 外 (2021~2022)
- 화산귀환 - 윤종 (2021)
- 탐색전 - 유채헌 (2021)
- 그녀가 공작저로 가야했던 사정 1부/2부/3부 - 키이스 外 (2021~2023)
- [오디오툰] 대리화가 - 헨리 外 (2021)
- 룬의 아이들 2부 - 드와릿, 히랏세이 (2022)
- 청소부K - 이정표 外 (2022)
- [오디오웹툰] 허니블러드 - 이효열 外(2022)
- 꿈 같은 거짓말 - 우해서 (2022)
- 대쉬 - 송연호 外 (2022~2023)
- 들이닥치다 2부~7부 - 윤태금, 함영재 外 (2022~2024)
- 러브 오어 헤이트 - 송태경 (2022)
- 금혼령, 조선 혼인 금지령 - 이헌 (2022)
- 연애제한구역 - 서해준 외 (2023)
- 마침내 푸른 불꽃이 - 흉신 外 (2023)
- 천랑열전 - 모용비 外 (2023)
- 화산귀환2 - 윤종 (2023)
- 디스러브 - 정의헌 (2023~)
- 바스티안 - 바스티안 (2023)
- [오디오툰] 가비지타임 1부, 2부- 이초원 (2024)
- 불우한 삶 - 특별출연 (2024)
- 진혼기 - 송옥 外 (2024~ )
- 체크메이크 - 박문섭 (2024)
- 부당한 일을 당했나요 - 정의헌 특별출연 (2024)
- 러브 카운트 다운 - 서해원 (2025)
- 파도의 포말 - 스콜 러스티 (2025)

### 예능
- 보라보이스 : 먹ASMR 食당 (2016 ~ 2018)
- 보라보이스 : 놀장 (2020)
- [웹예능] 보이스 보이즈 - (2023)

### 유튜브 -성우 박요한 Vlog
- 베포LOG : 베포의 일기 (2020 ~ )
- 더빙LOG (2021 ~ )
- VOICE - LOG (2021 ~ )
- SOUND - LOG (2021 ~ )

### 오디오북
- 괴도신사 아르센 뤼팽 813 (2017) - 오디언, 오디오클립
- 2019 제 10회 젊은작가상 수상작품집 - 7화 우리들 (2019) - 오디언, 오디오클립
- 답답한 재주를 가진 남자 (2020) - 윌라, 오디오클립
- 1cm 다이빙 (2020) - 윌라, 오디오클립
- 오버 더 호라이즌 (2020) - 오디오클립
- 오버 더 네뷸러 (2020) - 오디오클립
- 오버 더 미스트 (2020) - 오디오클립
- 그곳에는 어처구니들이 산다 (2020) - 오디오클립
- 사도의 8일 : 생각할수록 애련한 (2020) - 윌라, 스토리텔, 오디오클립
- 인류를 구한 12가지 약 이야기 (2020) - 윌라, 오디오클립
- 겨울산책 (2020) - 윌라, 오디오클립
- 왕자와 거지 (2020) - 윌라, 오디오클립
- 골렘: 어느 실험실의 풍경 1 (2020) - 오디오클립
- 키메라: 어느 실험실의 풍경 2 (2020) - 오디오클립
- 행복의 근원: 어느 실험실의 풍경 3 (2020) - 오디오클립
- 어느 실험실의 풍경 합본 (골렘, 키메라, 행복의 근원) (2020) - 오디오클립
- 자산어보 1권, 2권 (2021) - 윌라
- 위대한 유산 상, 하 (2021) - 윌라
- 삼체 1권, 2권, 3권 (2021) - 윌라
- 신을 받으라 (2021) - 윌라
- 방황하는 칼날 (2021) - 윌라
- 불펜의 시간 (2021) - 윌라
- 우울할 땐 뇌과학(2021) - 오디오클립, 윌라
- 오싹한 뉴스 (2021) - 윌라
- 당신의 마음은 안녕하십니까 (2021) - 윌라
- 토지 9~20권 (2021~2022) - 윌라
- 아라비안나이트 2 - 윌라 (2021)
- 뽀시래기 공자가 내게 집착한다 (2022) - 윌라
- 사건보고서 2022 #02.꽃이 되지 못한 사람들 - 이수호 (2022) 오디오클립, 오디언, 플링
- 추락 - 강형모 (2022) - 오디오코믹스
- 교통사고전문 탐비삼정 - 내레이션 (2022) 오디오코믹스
- 라오상하이의식인자들 - 라오상하이의 식인자들, 용의 만화경 (2022) 오디오클립
- 애완남자 - 릭 손 바흐만 (2022) 윌라
- 건방진 비서 - 여도혁 (2023) 윌라
- 키보드킬러 - 유종오 (2023) 지니뮤직
- 동트기 힘든 긴 밤 (2023) - 허우구이핑, 장양 外 윌라
- 열아홉의 에세이 (2023) 밀리의 서재
- (이야기로 풀어가는) 성평등 교육 (2023)- 오디오클립
- 환상서점 잔혹동화 제 2편:새벽정원 (2024) - 밀리의 서재
- 미미하지만, 수사 (2025) - 밀리의 서재
- 장미와 나이프 (2025) - 윌라

### 노래
- The GOD - 오직 명예만이 (2017)
- 스텔라비스 캐릭터앨범 - 새들의 노래 (Demo) (2019)
- 나의 히어로 아카데미아 2기 OP: 피스 사인 COVER (2019)
- 킹 오브 프리즘- HAPPY HAPPY BIRTHDAY COVER  (2019)
- 금요일의 아침인사 COVER (2019)
- 샴페인 골드 COVER (2019)
- 아기상어 올리와 윌리엄 : 피시마스 대소동 - 산타 상어 , 선물해 (2020)
- 쿠키런: 킹덤 - 너를 찾을게 COVER (2021)
- 쏘아올린 불꽃 COVER (2021)
- 로드오브히어로즈 - CHANCE COVER (2021)
- 앙상블스타즈 - Last Lament COVER (2021)
- 앙상블스타즈 - 사상누각 COVER (2021)
- 앙상블스타즈 - Fight for judge COVER (2021)
- 앙상블스타즈 - 메테오레인저 COVER (2021)
- 쿠키런: 킹덤 - 메리쿠키스마스 (2021)
- 앙상블스타즈 - Silent Oath COVER (2022)
- 앙상블스타즈 - 유성불꽃 COVER (2022)
- 쿠키런: 킹덤 OST 'B.A.D 4' - 사악 (2022)
- 핑크퐁 시네마 콘서트3: 진저브레드맨을 잡아라! OST - 유튜브 (2023)
- 바스티안 OST - <Sleepwalk>, <Gamble> (2023)

### 트레일러
- 악녀 메이커 - 킬리안 (2020)
- 내 매니저를 소개합니다 - 지현 (2023)
- 굿 커넥트 : 데드 스팟 - 요한 (2023)

### 기타
- 강의
  - CLASS101 - 목소리연기부터 홈레코딩까지 (2022)
- 공연 및 행사
  - 허니보이스페스타 2회 (2019.01)
  - Anime X Game Festival 2019 - MD청년 (2019.12)
  - VOICE TRIP in summer (2022.08)
  - 백듣밤 chapter1. gift (2022.12)
  - 쿠키런: 킹덤 2주년 콘서트 'Dream in Kingdom' (2023.02)
  - 천관사복 시즌2 글로벌 팬 시사회 팬사인회 (2023.10)
  - Fly With ACO. 2023 OST 콘서트 - 노래 (2023.11)
  - 쿠키런브레이버스 팝업스토어 (2023.11)
  - fade in: 나의 라임 오렌지나무 - 낭독회 (2023.12.03)
  - 서울 팝콘 2024 - 무대토크쇼 / 팬사인회 (2024.08.16)
  - fade in: 낭독극 <MEGAPOLIS> (2024.08.31)
  - 파이널판타지14 팬페스티벌 2024 in 서울 | 빛의 성우: 효월 편 (2024.10.13)
  - <화양극장> 빛을 걷으면 빛 낭독극 (2024.12.06)
  - <두 요한의 로디오 극장판 in 롯데시네마> (2024.12.13)
  - [로드오브히어로즈 5주년 기념 방송] Record of LOH in MEGABOX (2025.03.15)
- 낭독
  - demasian : 보이는 낭독회 - 우리들의 행복한 시간 (2017)
  - cpbc Radio: 기후특집 낭독[3] - 공동의 집에 무슨 일이 벌어지고 있습니까? (2022)
  - cpbcTV :중세라이브 시즌2 - 치유와 위로의 낭독피정 (낭독) (2022)
- 라디오
  - 연말 라디오
    - 2020 연말 라디오 (2020.12.31)
    - 2021 연말 라디오 (2021.12.31)
    - 2022 연말 라디오 (2022.12.31)
    - 2023 연말 라디오 - Bye 2023 (2023.12.31)

  - cpbc 평화방송
    - 오수진의 행복을 여는 아침[4] - 목요일 코너지기 (2023.11~2025.05)
    - cpbc 라디오 신신우신 - 요일엔 水페셜 - 초대석 (2024.09.25)
    - cpbc 라디오 드라마 '하느님의 종 브뤼기에르' - 브뤼기에르 역 (2024.10)

  - 박요한의 라디오스쿨 (2024~)
  - 오디언 요기오디 시즌1 니맘내맘 / 언덕길 / 제목없음 (2024)

- 맵스
  - 한우맵스 (2019.01)
  - 요한맵스 1차 (2019.04)
  - D5맵스 (2019.09)
  - 두번째 요한맵스 (2020.01)
  - 요주의 맵스 1차 (2021.02)
  - 요주의 맵스 1.5차 (2021.05)
  - 요한맵스 2021 (2021.09)
  - 격한맵스 (2021.12)
  - 욱한맵스 (2022.03)
  - 욱한맵스 1.5차 (2022.06)
  - 반한맵스 (2022.08)
- 방송
  - 로디오
    - 두 요한의 로디오 시즌1 (2021.06)
    - 두 요한의 로디오 시즌2 (2021.08)
    - 두 요한의 로디오 시즌3 (2022.05)

  - 햄터뷰 IN 아발론
    - 햄터뷰 IN 아발론 1회 ~ 3회 (2022.08)

  - 로드오브히어로즈 3주년 기념 방송 (2023.03)
  - 로드오브히어로즈 4주년 기념 방송 (2024.03)

- 인터뷰
  - 출세자 납시오! ep.04 쿠키런 킹덤 성우 [세종대학교/Sejong University] - 세종대학교 졸업생 인터뷰 (2024)
- 화보
  - 맨즈헬스 (2019)
  - style H - The gift concierge p.48 (2021)
  - voice actor project hear & hear (2022)
- MC
  - 탐앤탐스 탐스테이지(13회) - MC (2017)
  - 11번가 라이브 커머스(구글 기프트 카드) - 진행 (2021)
  - SSG 라이브 커머스(쿠키런: 킹덤 한정판 굿즈) - 진행 (2021)

- 기타
  - Stokes Twins(외국 유튜버) 채널 더빙 (2024)